# Cycloptilum ainiktos
Cycloptilum ainiktos är en insektsart som beskrevs av Love och T.J. Walker 1979. Cycloptilum ainiktos ingår i släktet Cycloptilum och familjen Mogoplistidae. Inga underarter finns listade i Catalogue of Life.